# Vidlatá Seč
Vidlatá Seč là một làng thuộc huyện Svitavy, vùng Pardubický, Cộng hòa Séc.